# Betas
Betas ist eine US-amerikanische Comedy-Fernsehserie. Sie handelt von vier Geeks aus dem Silicon Valley, die auf der Suche nach einem Investor für ihre Mobile-Dating-App BRB sind, mit der sie sich den Durchbruch in der Technikszene erhoffen. Sie wurde von den Amazon Studios produziert und feierte ihre Premiere am 19. April 2013 bei Amazon Instant Video. In Deutschland wurde die Serie erstmals am 8. April 2014, ebenfalls über Amazon Instant Video, veröffentlicht. Die Serie besteht aus einer Staffel mit elf Episoden.
Betas ist unabhängig von der Syfy-Serie Alphas. Der Titel spielt stattdessen auf ein Entwicklungsstadium einer Software an, die sich in der Beta-Version befindet. Das heißt, sie ist nur eine vorläufige Version, an der Tests (auch Betatest genannt) vorgenommen werden können, bevor sie in den Handel kommen.

## Produktion
Laut Aussagen des Koproduzenten Evan Endicotts unternahm das Produktionsteam im Zuge der Produktionsvorbereitungen mehrere Ausflüge in die San Francisco Bay Area, um sich vor Ort mehrere Startups und Accelerators, Institutionen, die Startups in kurzem Zeitraum durch Beratung zu einer schnellen Entwicklung verhelfen sollen, anzuschauen. Des Weiteren telefonierten sie vermehrt mit Venture-Unternehmen, Business Angels und Technik-CEOs, um sich einen Einblick in das Geschäft zu verschaffen. Hierbei erlangten sie die Erkenntnis, dass die tatsächlichen Umstände mit ihren Vorstellungen übereinstimmten.
Aufgrund positiven Zuschauerfeedbacks auf die Pilotepisode, die am 19. April 2013 ihre Premiere hatte und sich in den USA zum Hit entwickelte, wurde die Serie komplett in einer Staffel produziert.
Das Drehbuch zu Betas wurde von Evan Endicott und Josh Stoddard verfasst und wurde unter der Regie von Michael Lehmann zusammen mit den Executive Producern Alan Freedland und Alan Cohen, die bereits mit dem Emmy Award ausgezeichnet wurden, produziert. Auch der Oscar-Nominierte Michael London nahm an der Produktion der Serie teil.
Im März 2014 gab Amazon bekannt, die Serie um keine zweite Staffel zu erweitern.

## Besetzung und Synchronisation
Die deutsche Synchronisation entstand unter der Dialogregie von Wanja Gerick und nach einem Dialogbuch von Andreas Pollak durch die Synchronfirma SDI Media Germany in Berlin. Der Pilot erschien unter der Dialogregie von Dennis Schmidt-Foß, der für diese Episode auch das Dialogbuch schrieb.

### Hauptbesetzung
| Rollenname | Schauspieler   | Hauptrolle (Folgen)  | Synchronsprecher   |
| ---------- | -------------- | -------------------- | ------------------ |
| Trey       | Joe Dinicol    | 1.01–1.11            | Julius Jellinek    |
| Nash       | Karan Soni     | 1.01–1.11            | Dirk Petrick       |
| Hobbes     | Jon Daly       | 1.01–1.11            | Dennis Schmidt-Foß |
| Mitchell   | Charlie Saxton | 1.01–1.11            | Christian Zeiger   |
| Mikki      | Maya Erskine   | 1.01–1.06, 1.08–1.11 | Judith Hoersch     |

### Nebenbesetzung
| Rollenname               | Schauspieler  | Nebenrolle (Folgen)               | Synchronsprecher  |
| ------------------------ | ------------- | --------------------------------- | ----------------- |
| George „Murch“ Murchison | Ed Begley Jr. | 1.04, 1.07–1.09                   | Roman Kretschmer  |
| Jordan                   | Madeline Zima | 1.02, 1.05, 1.06, 1.08, 1.10–1.11 | Maria Koschny     |
| Dane                     | Tyson Ritter  | 1.01, 1.03, 1.06, 1.09, 1.11      | Tommy Morgenstern |
| Victoria                 | Breeda Wool   | 1.04, 1.08, 1.09–1.11             | Melanie Hinze     |
| Trevor                   | Mark L. Young | 1.04–1.06, 1.10–1.11              | Sebastian Fitzner |

## Episodenliste
| Nr. | Deutscher Titel | Originaltitel               | Erstausstrahlung USA | Deutschsprachige Erstausstrahlung (D) |
| --- | --------------- | --------------------------- | -------------------- | ------------------------------------- |
| 1 | —               | Sailing (Pilot)             | 19. Apr. 2013        | 8. Apr. 2014                          |
| Im von Technik-Startups überfluteten Silicon Valley versuchen die vier Geeks Trey, Nash, Hobbes und Mitchell mit ihrer standortbasierten Mobile-Dating-App BRB ihren Traum vom großen Durchbruch zu verwirklichen. Nash, der unter anderem für die Vorführung des Programms zuständig ist, möchte den übermotivierten Teamführer Trey von seinem Plan, ein Meeting mit dem Technikinvestor George Murchison zu arrangieren, abhalten, da das Programm noch nicht stabil genug laufe und sein Handy zerstört habe. Unterdessen hilft Hobbes Mitchell bei ersten Annäherungsversuchen an Mikki, an der Mitchell Gefallen gefunden hat. Trey schafft es Nash zum Meeting zu überreden und fährt mit diesem auf das Anwesen Murchisons, auf dem eine private Party – nicht etwa ein Meeting – stattfindet, auf der keiner der beiden offiziell eingeladen ist. Dennoch schafft Trey es Murchison, der zuerst ablehnt, für eine Vorstellung der Anwendung zu gewinnen. Da Trey Murchison offenbart, dass er dessen Facebook- und Foursquare-Konto gehackt hat, um an für die Dating-App relevante Informationen, die für einen Abgleich von Eigenschaften mit möglichen Partnerinnen benutzt werden, zu erhalten, bittet dieser die beiden das Anwesen umgehend zu verlassen, auch wenn er von der vorgeschlagenen Partnerin nicht abgeneigt ist. Am Ende der Folge meldet sich Murchison per SMS mit einem Selfie mit selbiger und lobt die Entwickler für den guten Algorithmus. |                 |                             |                      |                                       |
| 2 | —               | Kid Charlemagne             | 22. Nov. 2013        | 8. Apr. 2014                          |
| Das Team der vier Geeks hat sich für einen Startup-Wettbewerb, den „Beschleuniger“-Wettbewerb von Murchison, der vom fiktiven Technikriesen Velocity gesponsert wird, qualifiziert. Jedes Team hat drei Monate Zeit eine Beta-Version ihres Programmes zu erreichen. Um Aufmerksamkeit für die Anwendung zu generieren spricht Trey die im Valley bekannte Bloggerin Jordan Alexis an, die beim Wettbewerb mit Lisa redet. Dem Rat Lisas, er solle keine Medienpräsenz suchen, bevor die Anwendung in eine Beta komme und betrieben werden könne, zum Trotz, vereinbart Trey über Twitter ein Treffen mit der Bloggerin, da das Team realisiert, dass die Konkurrenz beim Wettbewerb nicht schläft. Sowohl Trey als auch Alexis konsumieren während dieses Meetings Cannabis, weswegen Trey allerlei brisante Geschichten, beispielsweise wie sein Team die Möglichkeit erhielt am Wettbewerb teilzunehmen, erzählt. Alexis, für die eine solche Auskunft ein gefundenes Fressen ist, nutzt diese um einen Artikel in ihrem Blog Valley Smash mit dem Titel „Des gefallenen Engels George Murchisons neuester Möchtegern-Unternehmer“ zu publizieren, in dem sie diese Informationen der breiten Öffentlichkeit präsentiert. Im Zuge dessen erteilt Murchison Trey Presseverbot vor der Erscheinung einer Beta-Version. Aufgrund eines erfolgreichen Reddit-Videos von Mitchell, der einen Obdachlosen filmt, wie dieser, als Indianer verkleidet, auf Nashs Sofa uriniert, versucht Trey dies als Medium für ein unkonventionelles Vorstellungsvideo seines Teams zu nutzen. Dieses Video entpuppt sich als voller Erfolg und macht im Valley die Runde, was Trey und seinem Team zu lokaler Bekanntheit verhilft. Am Ende der Folge zeigt sich Murchison mit der Popularität des Clips – trotz erteiltem Presseverbot – zufrieden. |                 |                             |                      |                                       |
| 3 | —               | Waiting for a Girl Like You | 22. Nov. 2013        | 8. Apr. 2014                          |
| Zu Beginn der Folge wird Dane wegen Drogenbesitzes ins Gefängnis eingeliefert, aus dem er nach drei Stunden entlassen und – im späteren Verlauf der Folge – von Mitchell, Mikki und Hobbes abgeholt wird. Unter diesen Umständen freunden sich Dane und Hobbes an. Unterdessen bekommt Nash Besuch seiner Eltern, die große Ansprüche an die berufliche Laufbahn ihres Sohnes haben und als Erstinvestor für BRB fungiert haben. Trey versucht aus dem Besuch Kapital zu schlagen, indem er die Eltern dazu bewegen will mehr Geld zu investieren, da BRB mehr Serverkapazitäten benötige. Zudem stellt Trey Mikki, die von nun an als Marktforscherin und Marketingangestellte arbeitet, als festen Bestandteil des Teams ein, da Trey an das Video, das dem Team 42.000 Beta-Anmeldungen eingebracht hat, anknüpfen möchte, um BRB als feste Größe im Valley zu festigen. Nashs Eltern kommen diesem Wunsch aber nicht nach, da der Grund für den Besuch ein anderer ist: Sie sind mit der Arbeit ihres Sohnes unzufrieden und wünschen sich Nachwuchs, weswegen sie ein Treffen mit der Tochter einer anderen indischen Familie namens Divya arrangierten. Da Nash sich zu Beginn dagegen wehrt, möchte Trey Nash helfen seine Unsicherheit zu verlieren, indem er ein Doppeldate mit Lisa vorschlägt. Der Konsum von Alkohol, sowie der Konsum von Koks durch Divya und Lisa, tragen dazu bei, dass die vier während ihrer Zeit zusammen viel Spaß haben. Dennoch finden Nash und Divya nicht zusammen. Von einem Facebook-Bild ihres Ex-Freundes empört, von dem sich Lisa vor geraumer Zeit getrennt hat, beginnt sie Trey zu küssen, der dies erwidert. Auf dem Bild posierte Rob mit einer anderen Frau. |                 |                             |                      |                                       |
| 4 | —               | One on One                  | 29. Nov. 2013        | 8. Apr. 2014                          |
| Nash und Mitchell sehen sich ein Wrestling-Match der Wrestling-Liga AWE an, an dessen Übernahme und landesweiter Vermarktung Murchison interessiert ist. Mitchell empfindet dies als eine Schandtat und rügt ein Mitglied der AWE, er sei ein Verräter. Unterdessen wacht Trey in Lisas Bett auf, in dem sie letzte Nacht Geschlechtsverkehr hatten. Per SMS teilt Hobbes Trey mit, dass der Launch der App von Murchison um vier Wochen vorverlegt wurde, da dieser aus der momentanen Bekanntheit der App Kapital schlagen will. Lisa zweifelt jedoch an einem verfrühten Veröffentlichung von BRB und fordert Trey dazu auf, zuerst die App, die momentan noch unter Glitches leidet und immer noch Handys beim Starten zerstört, in Ordnung zu bringen. Dies erweist sich allerdings als Problem, da das Team momentan nur defekte Hardware zur Verfügung hat. Lisa versucht Murch daher von einer Rücknahme der Vorverlegung abzuraten. Murch beachtet ihren Rat jedoch nicht. Unterdessen trifft sich Trey mit einem neuen Investoren, dem CEO David Chu, der mit seiner Smartphoneanwendung, die ebenfalls ein Investment Murchs war, im Valley Bekanntheit erlangte, der die Hardware finanzieren soll. Dieser lehnt jedoch ab, weswegen Trey auf Rat Mikkis, die Trey zuvor als festes Mitglied des Teams eingestellt hat, im Austausch gegen sein Auto, Hardware auf dem Schwarzmarkt erwirbt. Währenddessen trifft sich Murch mit Mitchell und dessen Freunden, um mehr über die Wrestling-Liga, in die er zukünftig investieren wird, zu erfahren. Nach diesem Treffen gesteht Mitchell, dass er Murch wohl falsch eingeschätzt habe und zeigt sich mit der Übernahme zufrieden. Lisa teilt Trey mit, dass sie ein Jobangebot von Green Mob in Seattle wahrnehmen möchte und rät Trey erneut von der Veröffentlichung ab. Bei einem Treffen mit Murch lässt sich Trey aber von diesem überzeugen. Am Ende der Folge wird BRB veröffentlicht. |                 |                             |                      |                                       |
| 5 | —               | Takin’ It to the Streets    | 6. Dez. 2013         | 8. Apr. 2014                          |
| Zu Beginn der Folge wird Trey von der Bloggerin Alexis Jordan mithilfe momentan entstandener Fehlpaarungen der Datingapp BRBs erpresst. Trey solle ihr in zehn Stunden eine bessere Geschichte zum Publizieren geben, oder sie werde erneut über die Anwendung herziehen. Nash findet den Fehler, der den Problemen zugrunde liegt, im Quellcode der Anwendung und teilt dem Team mit, dass auch die Backups überspielt wurden, sprich die BRB ein Patch benötige. Während dieses Meetings verhält sich Mitchell eigenartig und gibt an, er könne sich nicht konzentrieren, da er keine seiner Aderell-Pillen mehr auf Lager habe und könne diese innerhalb der nächsten zwei Wochen nicht kaufen. Hobbes meint unterdessen zu erkennen, dass es sich, aufgrund der angewendeten Hacktechnik, um seinen ehemaligen Freund, den Hacktivisten John Carlo handeln muss, mit dem er mittlerweile auf Kriegsfuß steht. Sie entschließen sich ihn aufzusuchen, um bei der Fehlerbehebung Zeit zu sparen. Dieser leugnet jedoch den Vorwurf. Nash beginnt mit dem Patchen und lokalisiert den Hacker in einem Internetcafé, weswegen Trey und Hobbes sich auf den Weg dorthin machen. Eine Kellnerin gibt an, sie habe Hobbes’ Exfrau Brenda vor kurzem bedient. Die kritische Lage um BRB spitzt sich zu, als mehrere Posts unter dem Hashtag #BRBWarnung gepostet werden, in denen die Fehlpaarungen thematisiert werden. Trey und Hobbes suchen unterdessen Brendas neue Wohnung auf, werden aber von dieser und ihrem neuen Frend John Carlo überrumpelt und des Hauses verwiesen. Währenddessen besorgt Mikki mit Mitchell die benötigten Pillen von einer Freundin. Anschließend fährt sie mit Mitchell in einen Park, wo dieser ihr gesteht, er habe BRB versehentlich gehackt, als er versuchte einen Match mit einem von ihm begehrten Mädchen zu erzwingen. Hierbei habe er nur eine Zeile Code verändert, was aber große Schäden verursachte, weswegen er versuchte seine Spuren zu verwischen, was dazu führte, dass alles außer Kontrolle geriet. Auf Wunsch Mikkis teilt er dies Nash mit, der angibt, er habe das schön länger gewusst. Der Code sei nun gepatcht und er werde Mitchell nicht an Trey verraten. Treys Konflikt mit Alexis löst sich, als Hobbes, der mit Trey Zeit in einer Bar verbringt, in einer Bar von einem Mann belästigt wird. Als dieser sein Verhalten wiederholt, dreht Hobbes sich um und schlägt zu. Er trifft jedoch ein Mädchen, das zufällig vorbeiläuft. Die Folge endet mit einem Handyfoto, das Hobbes just in diesem Moment zeigt. |                 |                             |                      |                                       |
| 6 | —               | Lowdown                     | 13. Dez. 2013        | 8. Apr. 2014                          |
| Zu Beginn der Folge wird der Hype gezeigt, den das Bild von Hobbes im Internet ausgelöst hat. Von nun an findet das Bild als Meme im Internet Verwendung und Hobbes wird als der „Verrückte-Frauenhasser-Typ“ bekannt. Zudem offenbart Jordan, dass BRB zu wenige weibliche Nutzer habe. Dies sieht Nash bestätigt und vermutet, dass die Abmeldung vieler Frauen aus der Bekanntheit von Hobbes resultiert durch die die App mit einem frauenfeindlichen Weltbild assoziiert wird, weswegen Trey Hobbes vorerst von der Arbeit suspendiert und eine Verknüpfung mit Demsell, einer App, die dazu dient seine Ex-Freunde zu bewerten und bloßzustellen, anstrebt, um das weibliche Publikum zu erreichen und zu verhindern, dass BRB zu einer der oft verpönten „Rummachapps“ verfällt. Hobbes, dem die Verurteilung als Frauenfeind und der Rubel um seine Person missfällt, wird von nun an in der WG Mitchells wohnen. Nachdem Trey Jordan von seinem Plan berichtet, willigt diese ein und verspricht ihm, ihm ein Treffen auf einer Gala zu ermöglichen. Die Geschäftsführerin von Demsell ist aber nicht interessiert, da es eine solche Verknüpfung bereits gab und diese keinen Anklang fand. Nachdem Trey Jordan nach einem Verführungsversuch ihrerseits abweist, verlässt diese wutentbrannt die Gala und schläft, um ihre Wut abzubauen, mit ihrem Sekretär, den sie ansonsten verachtet. Trey und Mikki treffen sich mit Nash, der ohne Verständigung mit Trey mit Michael Lau, dem Betreiber einer Modeplattform mit 5 Millionen Benutzern, verhandelt. Trey wertet dies als Angriff auf BRB und wirft Michael vor, er wolle das Team sabotieren. Es entsteht ein Streit, in dem sich Trey hintergangen fühlt, da er als CEO für Geschäftliches verantwortlich ist; Nash sieht sich als benachteiligter Programmierer. Unterdessen lädt Dane weitere Leute in Mitchells WG ein, um Hobbes aufzuheitern. Als die Party ausufert und Hobbes unter Drogeneinfluss seine tote, ausgestopfte Katze verbrennt, schreibt Mitchell eine SMS an Trey, Nash und Mikki und bittet diese, ihm zu helfen. Als Trey Hobbes vorschlägt, dieser solle nach Hause gehen, erwidert er, dass er momentan obdachlos sei. Die Gruppe erstarrt ratlos. |                 |                             |                      |                                       |
| 7 | —               | Strange Magic               | 20. Dez. 2013        | 8. Apr. 2014                          |
| 8 | —               | Show & Tell                 | 27. Dez. 2013        | 8. Apr. 2014                          |
| 9 | —               | Steppin’ Out                | 3. Jan. 2014         | 8. Apr. 2014                          |
| 10 | —               | Blinded by the Light        | 10. Jan. 2014        | 8. Apr. 2014                          |
| 11 | —               | This Is It                  | 17. Jan. 2014        | 8. Apr. 2014                          |

## Rezeption
Betas erhielt zum Serienstart in den USA mehrere positive Kritiken und wurde so von der New York Times als „(...) clever und scharf beobachtet (...)“ beschrieben und das Wochenblatt Variety bezeichnete die erste Staffel als „ein ziemlich beeindruckendes Debüt“.